# Margaret Lowenfeld
Margaret Frances Jane Lowenfeld, född 4 februari 1890 i Knightsbridge i London, död 2 februari 1973, var en brittisk pionjär inom barnpsykologi och lekterapi, en pediatrisk forskare och författare av ett flertal vetenskapliga artiklar om utvecklingspsykologi och barns lek. Lowenfeld utvecklade ett antal utbildningstekniker som bär hennes namn och har fått internationellt erkännande även om de inte används så ofta. 

## Karriär

### Medicinsk utbildning och uppdrag i Polen

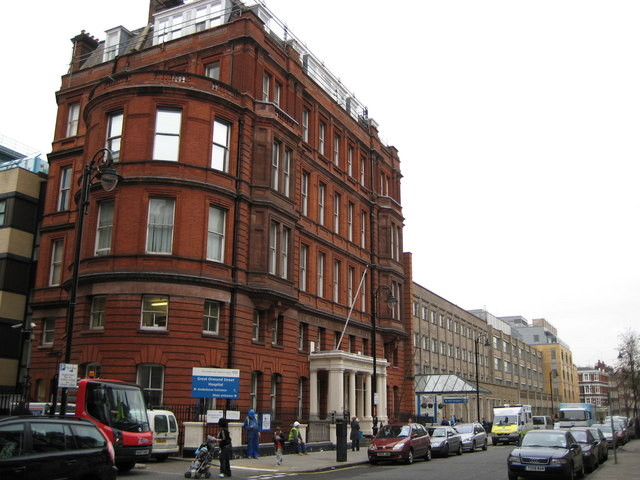
Great Ormond Street Hospital for Sick Children, där Lowenfeld arbetade en kort period

Lowenfeld följde sin syster till London Royal Free Hospital School of Medicine for Women i Bloomsbury i London. Vid utbrottet av Första världskriget hade hon just uppnått minimikraven för att få arbeta som läkare. År 1914 fick hon anställning vid Royal Free Hospital. Därefter arbetade hon en kort period på Great Ormond Street Hospital for Sick Children. År 1917 tog hon en läkarexamen och 1918 blev hon kvalificerad läkare vid South London Hospital for Women.
Hennes vidare utbildning avbröts i slutet av 1918 av ett uppdrag som läkare i den brittiska tyfus-enheten i Polen. Hon arbetade också med amerikanska KFUK-KFUM med att hjälpa den polska armén avdelningen för krigsfångar att förhindra spridning av smittsamma sjukdomar i hennes fars fädernesstad, Chrzanów. Hennes erfarenheter av barns hälsoproblem där hade stor påverkan på hennesd senare karriär genom att hon funderade på hur traumatiska upplevelser kunde få väldigt olika effekt på olika barn. Lowenfeld återvände tillfälligt till England när kriget mellan Polen och Sovjetunionen bröt ut 1919. Hon fortsatte till Warszawa för att starta en medicinsk avdelning för krigsfångar och arbetade med att förbättra saniteten och situationen för flyktingar.
År 1921 återvände Lowenfeld till London på grund av sjukdom och kom i kontakt med Wilfred Trotter, en pionjär både inom neurokirurgi och socialpsykologi. Den relationen gjorde att Lowenfeld utvecklade ett intresse för psykodynamiska behandlingar av tillstånd som nu skulle kallas posttraumatiskt stressyndrom orsakade av krigsupplevelser. Hon lärde känna Hugh Crichton-Millers arbete. Han var en av grundarna av Tavistock Clinic. Lowenfelds begränsade erfarenheter av läkaryrket i England gjorde att det var relativt lättare att välja en forskarkarriär. Hon påbörjade forskning om barns hälsa vid Mothercraft Training Centre och påverkades av Truby King, en pionjär i forskningen om omvårdnad av barn. År 1923 fick hon stipendier från Medical Research Council och Muirhead för att studera rheumatism hos barn vid Royal Hospital for Sick Children, Glasgow. År 1924 återgick hon till att studera barn-nutrition, med ett stipendium från Royal Free Hospital. Hon startade också en privatpraktik i London, som hon upprätthöll hela resten av sitt yrkesaktiva liv. Parallellt med forskningen arbetade hon 1926 - 1927 ideellt vid det nyligen öppnade nydanande hälsocentret is södra London, känt under namnet Peckham Experiment, en verksamhet som kombinerade hälso- och social arbete för att motverka missförhållanden i stadskärnan.

### Barnterapi

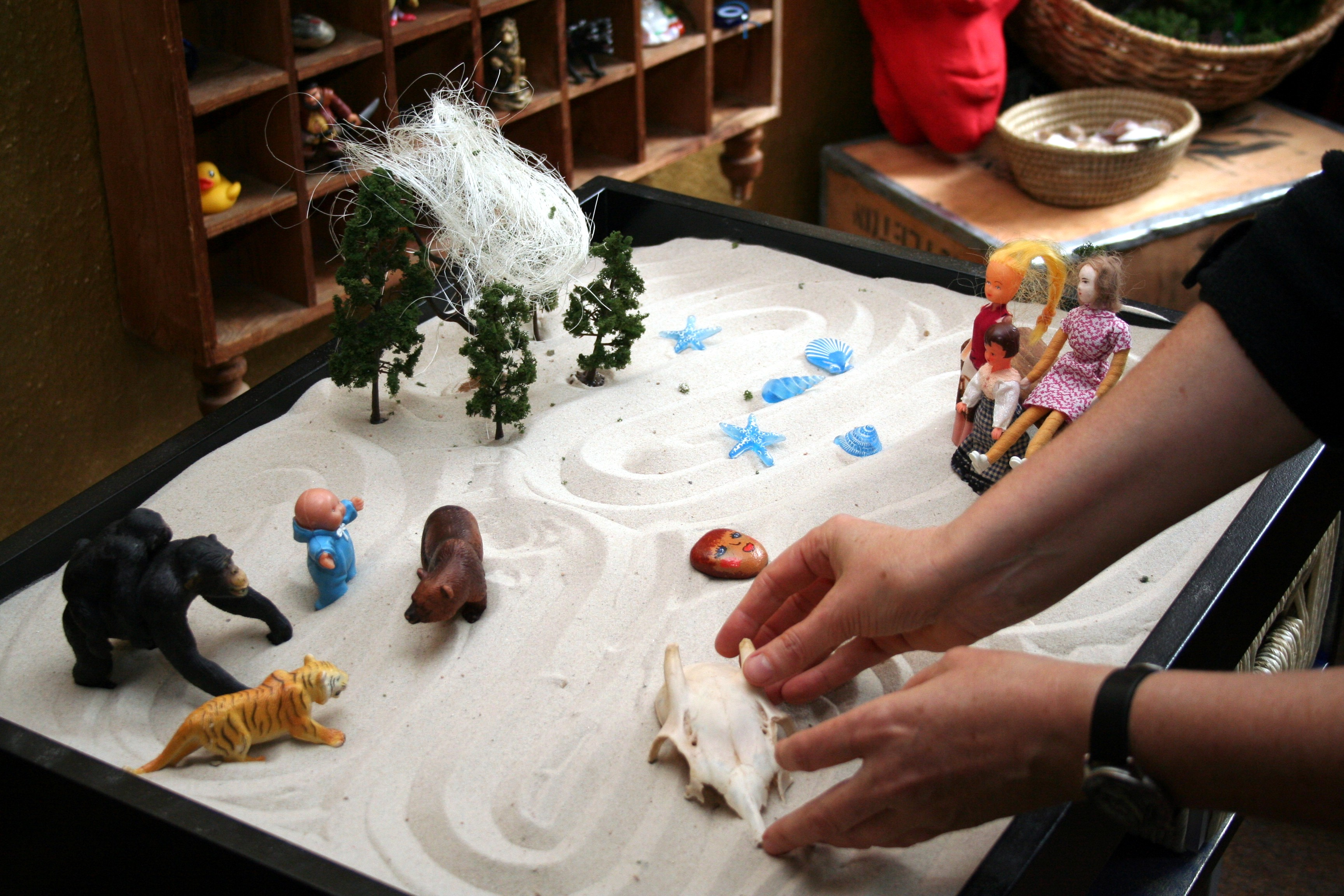
Ett barn som är sysselsatt med lekterapi i en sandlåda

År 1928 startade Lowenfeld Children's Clinic for the Treatment and Study of Nervous and Difficult Children (kliniken för behandling av och forskning om nervösa och problematyngda barn), en av de första klinikerna i Storbritannien för instruktion av barn. 1931 hade den kliniken utvecklats till
the Institute for Child Psychology (Institutet för barnpsykologi, ICP. ICP utbildade barnterapeuter i hur man använder Lowenfelds teorier och tekniker. Det var under loppet av 1929 som Lowenfelds metod för sandlådeterapi etablerades, med sandlåda, leksaker och modeller. Metoden visades första gången för andra psykologer år 1931 och senare 1937 på konferensen för British Psychological Society. Där sågs den av Carl Gustav Jung som också deltog i konferensen. Dessa metoder och teorier blev sedermera grunden för de terapeutiska tekniker som tillskrivs Dora M. Kalff, en Schweizisk Jungiansk psykoanalytiker som studerade hos Lowenfeld.
Lowenfelds första bok om hennes tekniker för barnpsykoterapi, Play in Childhood, publicerades 1935 i USA, där de hade blivit populära, och fortfarande har betydande inflytande även om de inte tillhör huvudfåran. Lowenfelds forskning i det sena 1930-talet påverkades av filosofen R. G. Collingwood. 1937 och 1938 presenterade hon sina teorier om barns beteende för British Psychological Society och fick både positiv och negative kritik. Under Andra världskriget evakuerades ICP-kliniken till Berkhamsted i Hertfordshire. Den återkom till London efter kriget och blomstrade och till slut finansierad av det brittiska sjukvårdssystemet, National Health Service. On the Psychotherapy of Children (om psykoterapi på barn) var en viktig artikel som presenterades på en konferens som organiserades av henne och ICP 1948. I den beskrevs Lowenfeld Mozaik Test för första gången. Trots att Lowenfelds andra viktiga bok, The World Technique (världstekniken) påbörjades 1956 och var delvis färdigskriven 1959 så publicerades den inte förrän 1979, sex år efter Lowenfelds död.